# John Farrow
John Villiers Farrow (Sydney, 10 febbraio 1904 – Beverly Hills, 26 gennaio 1963) è stato un regista e sceneggiatore australiano naturalizzato statunitense.

## Biografia

### Vita privata
Il 12 settembre 1936 sposò l'attrice Maureen O'Sullivan dalla quale ebbe sette figli: Michael Damien (1939–1958), Patrick Joseph (1942–2009), Maria de Lourdes Villiers (1945), meglio conosciuta come Mia Farrow, John Charles (1946), Prudence (1948), Stephanie (1949) e Theresa Magdalena (1951-2024), nota come Tisa Farrow.

## Filmografia

### Regista
- The Spectacle Maker
- La fuga di Tarzan (Tarzan Escapes), co-regia di Richard Thorpe, William A. Wellman (1936)
- Men in Exile
- West of Shanghai
- She Loved a Fireman

- Il Santo colpisce ancora (The Saint Strikes Back) (1939)
- Women in the Wind
- Sorority House
- La tragedia del "Silver Queen" (Five Came Back) (1939)
- Segreto mortale (Full Confession) (1939)
- Reno (1939)
- Sposati e innamorati (Married and in Love) (1940)
- A Bill of Divorcement (1940)
- L'isola della gloria (Wake Island) (1942)
- Uragano all'alba (Commandos Strike at Dawn) (1942)
- Cina (China) (1943)
- The Hitler Gang (1944)
- Incontro nei cieli (You Came Along) (1945)
- I forzati del mare (Two Years Before the Mast) (1946)
- Vecchia California (California) (1947)
- Bagliore a mezzogiorno (Blaze of Noon) (1947)
- Calcutta (1947)
- Codice d'onore (Beyond Glory) (1948)
- Il tempo si è fermato (The Big Clock) (1948)
- La notte ha mille occhi (The Night Has a Thousand Eyes) (1948)
- Ho sposato un demonio (Red, Hot and Blue) (1949)
- La sconfitta di Satana (Alias Nick Beal) (1949)
- Le frontiere dell'odio (Copper Canyon) (1949)
- Una rosa bianca per Giulia (Where Danger Lives) (1950)
- Il suo tipo di donna (His Kind of Woman) (1951)
- Squali d'acciaio (Submarine Command) (1952)
- I deportati di Botany Bay (Botany Bay) (1952)
- Hondo (1953)
- I saccheggiatori del sole (Plunder of the Sun) (1953)
- Cavalca vaquero! (Ride, Vaquero) (1953)
- Proiettile in canna (A Bullet Is Waiting) (1954)
- Gli amanti dei cinque mari (The Sea Chase) (1955)
- Ritorno dall'eternità (Back from Eternity) (1956)
- Le sette meraviglie del mondo (Seven Wonders of the World) – documentario (1956)
- Furia infernale (The Unholy Wife) (1957)
- Il grande capitano (John Paul Jones) (1959)

### Sceneggiatore
- Femmina (The Bad One), regia di George Fitzmaurice (1930)
- La dama di Mosca (The Woman from Moscow), regia di Ludwig Berger (1928)
- Il giro del mondo in 80 giorni (Around the World in 80 Days), regia di Michael Anderson (1956)